# Joynext
Joynext (Eigenschreibweise JOYNEXT) ist ein chinesischer Automobilzulieferer.

## Geschichte
Das Unternehmen wurde 1997 als TechniSat Automotive gegründet und produzierte vor allem Autoradios für den 1-DIN-Schacht. 2010 begann man mit der Serienentwicklung von Navigationssystemen für die Plattform MIB2 der Volkswagen-Gruppe. Im Jahr 2016 kauften Joyson und Preh jeweils 50 Prozent von TechniSat Automotive, und das Unternehmen wurde in Preh Car Connect umfirmiert. Man erweiterte das Produktspektrum um das komplette Infotainmentsystem für moderne Fahrzeuge. Im Jahr 2019 ging das Unternehmen komplett an die chinesische Joyson-Gruppe über und wurde in Joynext umbenannt.

## Standorte
Joynext betreibt folgende Standorte:
- China:
  - Ningbo (Globaler Hauptsitz)
  - Shanghai
  - Dalian
  - Shenyang
  - Peking

- Japan:
  - Tokio

- Deutschland:
  - Dresden
  - Hamburg

- Polen:
  - Oborniki

- Frankreich:
  - Paris

- USA:
  - Detroit
  - Silicon Valley

- Mexiko:
  - Monterrey

## Sonstiges
Das Unternehmen erwarb 2022 für drei Jahre die Sponsoring-Namensrechte an der Dresdner Mehrzweckhalle Joynext Arena.